# 小花羊奶子
小花羊奶子（学名：Elaeagnus micrantha）为胡颓子科胡颓子属下的一个种。

## 扩展阅读
- 維基物種上的相關：小花羊奶子